# Antonio López
Pour les articles homonymes, voir Antonio López (homonymie), López et Guerrero (homonymie).
Antonio López Guerrero, né le 13 septembre 1981 à Benidorm, est un footballeur international espagnol qui évolue au poste de défenseur.

## Biographie

### En club
Antonio López est formé à l'Atlético de Madrid. 
En 2002, il est prêté pour deux saisons au club du CA Osasuna, afin de s'aguerrir en tant que professionnel. 
Après avoir disputé 71 matchs en Liga avec Osasuna, López retourne à Madrid en 2004.
Il est promu capitaine de l'Atlético lors de l'année 2009.
Il remporte la Ligue Europa et la Supercoupe de l'UEFA en 2010 avec le club madrilène.

### En équipe nationale
Antonio López reçoit sa première sélection en équipe d'Espagne le 30 mars 2005, à l'occasion d'un match face à la Serbie-Monténégro. Ce match compte pour les éliminatoires de la Coupe du monde 2006.
Il inscrit son premier but avec l'Espagne le 12 octobre 2005, lors d'un match face à l'équipe de Saint-Marin.
Il est retenu par le sélectionneur Luis Aragonés pour participer à la Coupe du monde 2006 qui se déroule en Allemagne.

## Carrière
- 1999-2001 :  Atlético de Madrid (réserve)
- 2001-2012 :  Atlético de Madrid
- 2002-2004 :  Osasuna Pampelune (prêt)
- 2012-2014 :  RCD Majorque[2],[3]

## Palmarès

### en club
- Atlético de Madrid
  - Vainqueur de la Ligue Europa : 2010
  - Vainqueur de la Supercoupe de l'UEFA : 2010
  - Vainqueur de la Coupe Intertoto : 2007
  - Finaliste de la Coupe d'Espagne : 2010

## Sélections
- 6 sélections et 0 but avec l'équipe d'Espagne des moins de 21 ans entre 2002 et 2003
- 16 sélections et 1 but avec l'équipe d'Espagne depuis 2005